# Associazione Sportiva Avellino 1912 2013-2014
Questa voce raccoglie le informazioni riguardanti l'Associazione Sportiva Avellino 1912 nelle competizioni ufficiali della stagione 2013-2014.

## Stagione
Nella stagione 2013-2014 l'Avellino disputa il quindicesimo campionato di Serie B della sua storia. La neopromossa squadra irpina, sempre affidata al tecnico della promozione Massimo Rastelli sull'onda dell'entusiasmo disputa un ottimo girone di andata, chiuso in terza posizione con 37 punti. Nel girone di ritorno i biancoverdi sono stati ridimensionati dal livello della serie cadetta, hanno raccolto solo 22 punti, senza riuscire ad entrare nel novero delle squadre in lotta nei Play-off, del terzo posto che porta in Serie A. Sono salite direttamente Palermo ed Empoli, mentre dai Play-off è salito il Cesena. Due i giocatori irpini in doppia cifra Andrey Galabinov con 15 reti e Luigi Castaldo che né ha firmati 11. Nella Coppa Italia l'Avellino nel secondo turno ha superato (1-0) il Monza, nel terzo turno ha superato (1-0) il Cesena, nel quarto turno ha eliminato (2-1) il Frosinone, mentre negli ottavi è stato eliminato (3-0) dalla Juventus.

## Divise e sponsor
Lo sponsor tecnico per la stagione 2013-2014 è Legea, mentre lo sponsor ufficiale è MetaEdil.
| 1ª divisa | 2ª divisa | 3ª divisa |

## Organigramma societario
Area direttiva
- Presidente: Walter Taccone
- Direttore generale: Massimiliano Taccone
- Segreteria: Tommaso Aloisi
- Responsabile marketing: Sergio De Piano
- Responsabile biglietteria: Giuseppe Musto
- Responsabile rapporti istituzionali: Luigi Lallo
- Ufficio stampa: LPS-Beniamino Pescatore
- Team Manager: Gianfranco Galasso e Christian Vecchia

Area medica
- Responsabile: Vincenzo Rosciano
- Medico sociale: Gaetano Iovino
- Massaggiatori: Antonio Bellofiore e Alessandro Picariello

Area tecnica
- Direttore sportivo: Enzo De Vito
- Allenatore: Massimo Rastelli
- Collaboratore tecnico: Dario Rossi
- Preparatore dei portieri: David Dei
- Preparatore atletico: Fabio Esposito
- Recupero atletico: Paolo Pagliuca
- Mental coach: Pietro Bianco
- Magazziniere: Massimo Sperduto

## Rosa[4]
| N. |                    | Ruolo | Calciatore                      |
| -- | ------------------ | ----- | ------------------------------- |
| 1  | Italia (bandiera)  | P     | Andrea Seculin                  |
| 2  | Italia (bandiera)  | D     | Davide Zappacosta               |
| 3  | Italia (bandiera)  | C     | Federico Angiulli               |
| 4  | Italia (bandiera)  | C     | Mariano Arini                   |
| 5  | Italia (bandiera)  | D     | Armando Izzo                    |
| 6  | Italia (bandiera)  | D     | Alessandro Fabbro               |
| 7  | Italia (bandiera)  | A     | Andrea Soncin                   |
| 8  | Italia (bandiera)  | C     | Angelo D'Angelo (vice capitano) |
| 9  | Italia (bandiera)  | A     | Raffaele Biancolino             |
| 10 | Italia (bandiera)  | A     | Luigi Castaldo                  |
| 11 | Italia (bandiera)  | C     | Francesco Millesi (capitano)    |
| 12 | Italia (bandiera)  | P     | Giuseppe Di Masi                |
| 13 | Italia (bandiera)  | D     | Andrea De Vito                  |
| 14 | Brasile (bandiera) | C     | Rômulo Togni                    |
| 15 | Senegal (bandiera) | A     | Pape Ndiaga Dia                 |

| N. |                     | Ruolo | Calciatore         |
| -- | ------------------- | ----- | ------------------ |
| 16 | Bulgaria (bandiera) | A     | Andrej Gălăbinov   |
| 17 | Panama (bandiera)   | C     | Eric Herrera       |
| 18 | Italia (bandiera)   | C     | Eros Schiavon      |
| 19 | Italia (bandiera)   | D     | Fabio Pisacane     |
| 20 | Italia (bandiera)   | D     | Luca Bittante      |
| 21 | Italia (bandiera)   | C     | Emiliano Massimo   |
| 22 | Italia (bandiera)   | P     | Pietro Terracciano |
| 23 | Uruguay (bandiera)  | D     | Mathías Abero      |
| 24 | Camerun (bandiera)  | D     | Paulin Damo        |
| 25 | Belgio (bandiera)   | C     | Benoît Ladrière    |
| 26 | Italia (bandiera)   | D     | Maurizio Peccarisi |
| 27 | Svizzera (bandiera) | D     | Saulo Decarli      |
| 28 | Italia (bandiera)   | C     | Samuele Pizza      |
| 29 | Italia (bandiera)   | A     | Camillo Ciano      |

## Calciomercato

### Sessione estiva(dall'1/7 al 2/9)
| Acquisti | Acquisti             | Acquisti   | Acquisti                  |
| R.       | Nome                 | da         | Modalità                  |
| -------- | -------------------- | ---------- | ------------------------- |
| P        | Pietro Terracciano   | Catania    | prestito diritto riscatto |
| P        | Andrea Seculin       | Chievo     | prestito diritto riscatto |
| D        | Andrea De Vito       | Milan      | compartecipazione         |
| D        | Fabio Pisacane       | Ternana    | definitivo                |
| D        | Maurizio Peccarisi   |            | svincolato                |
| D        | Mathías Abero        | Bologna    | prestito diritto riscatto |
| D        | Paulin Damo          |            | svincolato                |
| C        | Eros Schiavon        | Cittadella | definitivo                |
| C        | Rômulo Eugênio Togni | Pescara    | definitivo                |
| A        | Andrej Gălăbinov     | Livorno    | prestito                  |
| A        | Pape Ndiaga Dia      | Udinese    | prestito diritto riscatto |
| A        | Andrea Soncin        |            | svincolato                |

| Cessioni | Cessioni            | Cessioni      | Cessioni              |
| R.       | Nome                | a             | Modalità              |
| -------- | ------------------- | ------------- | --------------------- |
| C        | Michel Panatti      | Como          | compartecipazione     |
| P        | Ermanno Fumagalli   | Casertana     | scadenza contratto    |
| P        | Federico Orlandi    | Cosenza       | scadenza contratto    |
| D        | Antonio Giosa       | Reggina       | fine prestito         |
| D        | Walter Zullo        | Monza         | scadenza contratto    |
| D        | Luigi Pezzella      | Casertana     | scadenza contratto    |
| D        | Gianluigi Bianco    | Castel Rigone | scadenza contratto    |
| D        | Pasquale Porcaro    |               | risoluzione contratto |
| D        | Renato Ricci        |               | risoluzione contratto |
| C        | Davide Bariti       | Napoli        | fine prestito         |
| C        | Emanuele Catania    |               | risoluzione contratto |
| A        | Gianmarco Zigoni    | Milan         | fine prestito         |
| A        | Fabrizio Lasagna    | Messina       | risoluzione contratto |
| A        | Gianluca De Angelis | Cosenza       | definitivo            |

### Svincolati a stagione in corso
| Acquisti | Acquisti        | Acquisti | Acquisti   |
| R.       | Nome            | dal      | Modalità   |
| -------- | --------------- | -------- | ---------- |
| C        | Benoît Ladrière |          | svincolato |

### Sessione invernale(dal 3/1 al 31/1)
| Acquisti | Acquisti      | Acquisti  | Acquisti                                    |
| R.       | Nome          | da        | Modalità                                    |
| -------- | ------------- | --------- | ------------------------------------------- |
| D        | Saulo Decarli | Livorno   | prestito diritto riscatto e contro-riscatto |
| A        | Camillo Ciano | Napoli    | prestito diritto riscatto metà              |
| C        | Samuele Pizza | Viareggio | prestito diritto riscatto metà              |

| Cessioni | Cessioni        | Cessioni | Cessioni      |
| R.       | Nome            | a        | Modalità      |
| -------- | --------------- | -------- | ------------- |
| A        | Eric Herrera    | Rimini   | prestito      |
| A        | Pape Ndiaga Dia | Udinese  | fine prestito |

## Risultati

### Serie B

#### Girone di andata
| Arbitro: | Ciampi (Roma) |

|                                    |           |            |
| Castaldo 41’ (rig.) Zappacosta 50’ | Marcatori | 86’ Faragò |

| Arbitro: | Roca (Foggia) |

|           |           |            |
| Negro 60’ | Marcatori | 13’ Fabbro |

| Arbitro: | Ghersini (Genova) |

|              |           |  |
| Castaldo 54’ | Marcatori |  |

| Arbitro: | Aureliano (Bologna) |

|            |           |  |
| Amenta 25’ | Marcatori |  |

| Arbitro: | Merchiori (Ferrara) |

|           |           |         |
| Arini 63’ | Marcatori | 40’ Rea |

| Arbitro: | Cervellera (Taranto) |

|             |           |             |
| Viviani 45’ | Marcatori | 48’ Massimo |

| Arbitro: | Nasca (Bari) |

|                      |           |  |
| Galabinov 35’ (rig.) | Marcatori |  |

| Arbitro: | La Penna (Roma) |

|              |           |  |
| D'Angelo 48’ | Marcatori |  |

| Arbitro: | Chiffi (Padova) |

|                                |           |  |
| Giacomazzi 37’ Rosina 49’, 80’ | Marcatori |  |

| Arbitro: | Fabbri (Ravenna) |

|                                          |           |             |
| Galabinov 1’, 35’ D'Angelo 5’ Soncin 89’ | Marcatori | 79’ Porcari |

| Arbitro: | Saia (Palermo) |

|             |           |                    |
| Coralli 90’ | Marcatori | 29’, 61’ Galabinov |

| Arbitro: | Di Paolo (Avezzano) |

|  |           |                            |
|  | Marcatori | 29’ Lafferty 83’ Hernández |

| Arbitro: | Borriello (Mantova) |

|  |           |                            |
|  | Marcatori | 26’ Galabinov 90’ Castaldo |

| Arbitro: | Baracani (Firenze) |

|                          |           |           |
| Schiavon 7’ Castaldo 44’ | Marcatori | 80’ Suciu |

| Arbitro: | Ciampi (Roma) |

|                                      |           |                             |
| Bernardeschi 5’ Bidaoui 37’ Dezi 43’ | Marcatori | 18’ Zappacosta 36’ Castaldo |

| Avellino 30 novembre 2013, ore 15:00 CET 16ª giornata | Avellino            | 0 – 0 referto | Cesena | Stadio Partenio-Adriano Lombardi (6.000 spett.)\| Arbitro: \| Gavillucci (Latina) \| |
| Arbitro:                                              | Gavillucci (Latina) |               |        |                                                                                      |

| La Spezia 9 dicembre 2013, ore 20:30 CET 17ª giornata | Spezia            | 0 – 0 referto | Avellino | Stadio Alberto Picco (5.758 spett.)\| Arbitro: \| Mariani (Aprilia) \| |
| Arbitro:                                              | Mariani (Aprilia) |               |          |                                                                        |

| Arbitro: | Roca (Foggia) |

|                |           |           |
| M. Mancosu 78’ | Marcatori | 77’ Arini |

| Arbitro: | Pinzani (Empoli) |

|                            |           |             |
| D'Angelo 42’ Galabinov 66’ | Marcatori | 84’ Babacar |

| Arbitro: | Candussio (Cervignano del Friuli) |

|               |           |                      |
| Di Michele 2’ | Marcatori | 57’ (rig.) Galabinov |

| Arbitro: | Abbattista (Molfetta) |

|               |           |                |
| Arini 4’, 68’ | Marcatori | 12’ Melchiorri |

#### Girone di ritorno
| Arbitro: | Baracani (Firenze) |

|                          |           |               |
| Rigoni 59’ Sansovini 86’ | Marcatori | 31’ Galabinov |

| Arbitro: | Cervellera (Taranto) |

|           |           |               |
| Ciano 90’ | Marcatori | 61’ Cottafava |

| Arbitro: | Aureliano (Bologna) |

|                      |           |               |
| Antenucci 55’ (rig.) | Marcatori | 60’ Galabinov |

| Arbitro: | Saia (Palermo) |

|                 |           |                                   |
| L. Castaldo 68’ | Marcatori | 22’ Büchel 28’ Germano 45’ Amenta |

| Arbitro: | Manganiello (Pinerolo) |

|                        |           |           |
| Terracciano 94’ (aut.) | Marcatori | 56’ Ciano |

| Arbitro: | Ciampi (Roma) |

|            |           |             |
| Fabbro 74’ | Marcatori | 91’ Caprari |

| Arbitro: | Di Paolo (Avezzano) |

|  |           |          |
|  | Marcatori | 57’ Izzo |

| Arbitro: | Minelli (Varese) |

|                |           |  |
| João Silva 82’ | Marcatori |  |

| Arbitro: | Fabbri (Ravenna) |

|  |           |            |
|  | Marcatori | 63’ Rosina |

| Arbitro: | La Penna (Roma) |

|               |           |           |
| Mbakogu 45+1’ | Marcatori | 12’ Arini |

| Arbitro: | Pairetto (Nichelino) |

|                 |           |  |
| L. Castaldo 64’ | Marcatori |  |

| Arbitro: | Roca (Foggia) |

|                         |           |  |
| Barreto 54’ Bolzoni 87’ | Marcatori |  |

| Arbitro: | Candussio (Cervignano del Friuli) |

|  |           |            |
|  | Marcatori | 88’ Corvia |

| Arbitro: | Di Bello (Brindisi) |

|                 |           |                               |
| Caserta 2’, 74’ | Marcatori | 47’ L. Castaldo 88’ Galabinov |

| Arbitro: | Pinzani (Empoli) |

|                             |           |  |
| Schiavon 9’ Galabinov 90+3’ | Marcatori |  |

| Arbitro: | Mariani (Aprilia) |

|                                    |           |  |
| Camporese 65’ Garritano 74’ (rig.) | Marcatori |  |

| Arbitro: | Ostinelli (Como) |

|                            |           |  |
| Galabinov 23’ Schiavon 31’ | Marcatori |  |

| Arbitro: | Ghersini (Genova) |

|                                   |           |                                           |
| L. Castaldo 1’, 67’ Galabinov 45’ | Marcatori | 27’ (rig.), 90+1’ M. Mancosu 14’ G. Abate |

| Arbitro: | Cervellera (Taranto) |

|                |           |  |
| T. Bianchi 49’ | Marcatori |  |

| Arbitro: | Abbattista (Molfetta) |

|                                    |           |  |
| Fabbro 33’ Galabinov 73’ Ciano 79’ | Marcatori |  |

| Arbitro: | Borriello (Mantova) |

|                            |           |                 |
| Melchiorri 25’ Diakite 27’ | Marcatori | 45’ L. Castaldo |

### Coppa Italia
| Arbitro: | La Penna (Roma) |

|              |           |  |
| Castaldo 28’ | Marcatori |  |

| Arbitro: | Celi (Bari) |

|               |           |  |
| Galabinov 24’ | Marcatori |  |

| Arbitro: | Tommasi (Bassano del Grappa) |

|                           |           |             |
| D'Angelo 22’ Castaldo 82’ | Marcatori | 90’ Ciofani |

| Arbitro: | Irrati (Pistoia) |

|                                          |           |  |
| Giovinco 7’ Cáceres 16’ Quagliarella 35’ | Marcatori |  |

## Statistiche

### Statistiche di squadra
| Competizione | Punti | In casa | In casa | In casa | In casa | In casa | In casa | In trasferta | In trasferta | In trasferta | In trasferta | In trasferta | In trasferta | Totale | Totale | Totale | Totale | Totale | Totale | DR |
| Competizione | Punti | G       | V       | N       | P       | Gf      | Gs      | G            | V            | N            | P            | Gf           | Gs           | G      | V      | N      | P      | Gf     | Gs     | DR |
| ------------ | ----- | ------- | ------- | ------- | ------- | ------- | ------- | ------------ | ------------ | ------------ | ------------ | ------------ | ------------ | ------ | ------ | ------ | ------ | ------ | ------ | -- |
| Serie B      | 59    | 21      | 12      | 5       | 4       | 30      | 18      | 21           | 3            | 9            | 9            | 18           | 27           | 42     | 15     | 14     | 13     | 48     | 45     | +3 |
| Coppa Italia |       | 3       | 3       | 0       | 0       | 4       | 1       | -            | -            | -            | -            | -            | -            | 3      | 3      | 0      | 0      | 4      | 1      | +3 |
| Totale       | -     | 24      | 15      | 5       | 4       | 34      | 19      | 21           | 3            | 9            | 9            | 18           | 27           | 45     | 18     | 14     | 13     | 52     | 46     | +6 |

## Giovanili

### Organigramma
Dal sito internet ufficiale della società.
- Responsabile settore giovanile: Gianfranco Forte

Primavera
- Allenatore: Antonio Aloisi, poi Claudio Luperto[5]

Allievi Nazionali
- Allenatore: Giuseppe De Palma

Giovanissimi Nazionali
- Allenatore: Massimo Filardi

### Piazzamenti
- Primavera:
  - Campionato: 14º posto nel girone C
  - Coppa Italia: Primo turno eliminatorio